# Јулија Чичерина
Јулија Дмитријевна Чичерина (рус. Ю́лия Дми́триевна Чиче́рина) руска је певачица, припада таласу тзв. уралског рока.

## Биографија
Чичерина се родила 1978. u Свердловску (данас Јекатеринбург), СССР. Праунука је народног комесара спољашњих послова Георгија Чичерина. У детињству је певала у дечјем хору "Горошинкима". Бавила се цртањем, покушавала се упистаи у институт теорије и историје уметности. Неко време је свирала гитару и бубњеве у разним групама, затим се уписала у музичку школу, смер-естрадни вокал.
Године 1997. основала је властиту групу коју су чинили, осим Јулије, Азат Махметов, Александр Буриј и Александр Александров. 1. јула 1997. године, први пут су наступили у клубу "J-22". Група је наступила на неколико фестивала у западном Сибиру. Након што су касету с њезиним песмама послали Михаилу Козиреву, продуценту Наше радио, групу су позвали на фестивал "Нашествије". 1999. Чичерина потписује уговор са Real Records и сели се у Москву. Вадим Самојлов, вокал групе "Агата Кристи", постаје продуцент групе.
Група је 2007. комплетно променила поставу: отишли су скоро сви чланови, укључујући и продуцента групе Александра Бурог.
У јесен 2011, Јулија је аутомобилом отпутовала на Тибет. Након повратка с пута, група је почела радити над новим концептуално-музичким делом Skazka o sčastje. Група планира одржати концерте у Кини, Авганистану и Турској.
2012. Чичерина и Сергеј Бобунцв снимили су песму Net, da.
У приватном животу, Јулија Чичерина је удата за архитекту Сухраба Раџабова и има ћерку Мају (с Александром Бурим, бившим басистом групе).

## Дискографија

### Албуми
- 2000. Сны (2000)
- 2000. Ту-лу-ла (2000)
- 2001. Дорога (2001)
- 2001. Течение (2001)
- 2002. Точки Live (2002)
- 2004. Off/On (2004)
- 2006. Музыкальный фильм (2006)
- 2007. Человек-птица (2007)
- 2009. Шила платье (2009)
- 2009. Christmas (2009)
- 2011. Опасно (2011)

## Чланови групеЧичерина

### Садашњи чланови
- Јулија Чичерина - вокал, гитара
- Сергеј Оганов - бубњеви
- Герман Осипов - гитара
- Иља Салинов - бас гитара

### Бивши чланови
- Александр Александров - gitara, prateći vokal
- Александр Крилов
- Азат Мухаметов - гитара
- Александр Буриј - бас гитара
- Максим Митенков - бубњеви
- Ринат Ахмадиев - бас гитара
- Сергеј Созинов - бубњеви
- Сергеј Демченко - бубњеви
- Владимир Левушкин - бубњеви
- Максим Вековишчев - бас гитара